# 크리스틴 엑스네르
크리스틴 엑스네르(Christine Exner, 1973년 9월 2일 ~ )는 덴마크의 배우이다.

## 출연 작품

### 영화
- Hold om mig (2010)

### 텔레비전 시리즈
- Hotellet (2000-2002)
- Teatret ved Ringvejen (2006)
- Album (2008)
- Krysters Kartel (2009)